# Parafia św. Stanisława Biskupa i Męczennika w Kaliszu
Parafia św. Stanisława Biskupa i Męczennika w Kaliszu – rzymskokatolicka parafia w dekanacie Kalisz I. Erygowana w roku 1978. Mieści się przy ulicy Sukienniczej. Duszpasterstwo prowadzą w niej franciszkanie.